# Гіпотеза Ампера
Спостерігаючи за поведінкою магнітної стрілки в середовищі довкола провідника зі струмом (дослід Ерстеда), французький учений Ампер, запропонував ідею, що магнетизм Землі викликано струмом, який тече всередині земної кулі. Далі Ампер висунув більш загальні висновки — магнітні властивості будь-якого тіла визначаються замкнутими електричними струмами всередині нього.
Відповідно до гіпотези Ампера, всередині молекул і атомів циркулюють елементарні електричні струми. Згодом стало відомо, що ці струми являють собою рух електронів по орбітам в атомі. Якщо площини, в яких циркулюють ці заряди, розташовані невпорядковано по відношенню одна до одної внаслідок теплового руху молекул, з яких складається тіло, то їх взаємодія взаємно компенсується і ніяких магнітних властивостей тіло не проявляє. І навпаки: якщо площини, в яких обертаються електрони, паралельні одна одній і напрям нормалей до цих площин однаковий, то такі речовини мають зовнішнє магнітне поле.